# Fallen Angel (альбом)
Fallen Angel (с англ. — «Падший ангел») — 12-й студийный альбом британской рок-группы Uriah Heep, выпущенный в сентябре 1978 года на Bronze Records в Великобритании и Chrysalis Records в США. Это последний альбом группы с вокалистом Джоном Лоутоном. Произошла ссора между Кеном Хенсли и Лоутоном (чья жена раздражала музыкантов своим постоянным присутствием). Вокалист был уволен в 1979 году вскоре после выступления Uriah Heep на фестивале Bilzen в Бельгии. Почти сразу же из состава ушёл барабанщик Ли Керслейк: по версии журнала Sounds — после ссоры с менеджером и продюсером группы Джерри Броном (которого барабанщик обвинил в том, что для того «…единственным ценным участником группы является Хенсли».
Fallen Angel достиг только 186 места в американском чарте Billboard 200, но в Германии группа была на пике своей популярности. На альбоме группа сохранила уклон в сторону арены-рока, начатого на предыдущем Innocent Victim.
Альбом был ремастирован и переиздан фирмой Castle Communications в 1997 году с четырьмя бонус-треками и снова в 2004 году в расширенном роскошном издании.

## Оформление альбома
Изначально альбом был выпущен в разворотном конверте, открывающемся вертикально, а не по обычной горизонтальной оси. На обложке LP были напечатаны тексты песен. Работа была выполнена художником Крисом Ахиллеосом.

## Список композиций
Все песни, кроме отмеченных, написаны Кеном Хенсли.

### Сторона 1
1. «Woman of the Night» (Мик Бокс, Джон Лоутон, Ли Керслейк) — 4:04
2. «Falling in Love» — 2:59
3. «One More Night (Last Farewell)» — 3:35
4. «Put Your Lovin' on Me» (Лоутон) — 4:08
5. «Come Back to Me» (Керслейк, Хенсли) — 4:22

### Сторона 2
1. «Whad’ya Say» — 3:41
2. «Save It» (Тревор Болдер, Пит Макдональд) — 3:33
3. «Love or Nothing» — 3:02
4. «I’m Alive» (Лоутон) — 4:18
5. «Fallen Angel» — 4:51

## Участники записи

#### Uriah Heep
- Джон Лоутон — ведущий вокал
- Мик Бокс — электрическая и акустическая гитары
- Кен Хенсли — клавишные, синтезаторы, слайд-гитара, акустическая гитара, бэк-вокал, продюсер
- Тревор Болдер — бас-гитара
- Ли Керслейк — ударные, электронные ударные, бэк-вокал

#### Приглашённые музыканты
- Крис Мерсер — саксофон в «Save It»

#### Производство
- Джерри Брон — продюсер
- Питер Галлен — звукоинженер
- Джон Галлен, Колин Бэйнбридж, Джулиан Купер — ассистенты звукоинженера

## Чарты

### Альбом
| Год  | Чарт                   | Высшая позиция |
| ---- | ---------------------- | -------------- |
| 1978 | Norwegian Albums Chart | 10             |
| 1978 | German Albums Chart    | 18             |
| 1978 | Billboard 200 (US)     | 186            |

### Синглы
| Год  | Сингл             | Чарт                 | Высшая позиция |
| ---- | ----------------- | -------------------- | -------------- |
| 1978 | «Love or Nothing» | German Singles Chart | 36             |
| 1978 | «Come Back to Me» | German Singles Chart | 40             |